# Устанак у Нанчангу
Устанак у Нанчангу је био први велики сукоб Националистичке партије Кине и Комунистичке партије Кине у Кинеском грађанском рату. Устанак су подигли кинески комунисти да би се одбранили након масакра у Шангају 1927. којег су починиле снаге Куоминтанга.
Лево крило Куоминтанга основало је „Револуционарни комитет“ у Нанчангу како би запалио искру за коју се очекивало да ће запалити широки сељачки устанак. Денг Јанда, Сонг Ћинглинг и Џанг Факуеј (који ће касније гушити устанак) били су међу политичким лидерима устанка.
Војне снаге у Нанчангу под вођством Хе Лонга и Џоу Енлаја побуниле су се у покушају да преузму контролу над градом након раскида првог савеза Куоминтанга и комуниста. Други важни лидери у овом догађају били су Џу Де, Је Тинг и Љу Боченг.
Комунистичке снаге су успешно заузеле Нанчанг и побегле из опсаде Куоминтанговских снага до 5. августа, повлачећи се на Ђингангске планине у западном Ђангсију. 1. август 1927. касније је проглашен годишњицом оснивања Народноослободилачке армије и прве борбе против Куоминтанга и Националне револуционарне армије.

## Ред борбе

### Комунистичке снаге
Комунистичке снаге на свом врхунцу током устанка у Нанчангу имале су укупно преко 20.000 бораца, иако су се неке од њих придружиле бици тек дан касније. Целокупне комунистичке снаге биле су организоване у Армију Другог фронта, а више од половине је било под командом Хе Лонга. Такође је био именован за главног команданта 2. армије фронта, а Је Тинг за заменика главног команданта и вршиоца дужности главног команданта фронта. Представник комуниста био је Џоу Енлај, начелник штаба Љу Боченг, а директор Политичке управе Армије Другог фронта Гуо Моруо. Следи редослед битке за комунистичке снаге:
- 9. армијом којом је командовао Џоу Енлај, са Џу Деом као замеником команданта и Џу Кеџингом као представником Комунистичке партије.
- 11. армијом којом је командовао Је Тинг, са Цај Тингкајем као замеником команданта и Ње Жонгџеном као представником партије.
  - 10. дивизија којом је командовао Цај Тингкај
  - 24. дивизија којом командује Гу Ксунминг/Донг Џонгминг
  - 25. дивизија којом је командовао Ли Ханхун, а након заузимања Нанчанга Џоу Шиди
- 20. армија којом су командовали Хе Лонг и Љао Кјанву као комунистички представник
  - 1. дивизија којом је командовао Хе Јинџај
  - 2. дивизија којом је командовао Ћинг Гуангјуан
  - 3. дивизије којом је командовао Џоу Јићун

## Битка код Нанчанга
Ујутро 1. августа 1927, тачно у 2:00 сата, Џоу Енлај, Хе Лонг, Ње Жонгџен, Је Тинг, Је Цјанјинг, Лин Бјао, Џу Де, Чен Ји и Љу Боченг предводили су своје трупе и напали град Нанчанг из различитих праваца. Четири сата касније заузели су град, заробивши 5.000 комада малокалибарског оружја и око 1.000.000 комада муниције.

## Повлачење
Суочени са контранападом националиста, комунисти су одлучили да се повуку на југ према провинцији Гуангдонг. Тамо су покушали да преузму град Гуангџоу, ширећи свој утицај на сељаке и фарме у тој области.

### Мали дуги марш
Гуангџоу је био мета коју је поставила совјетска Коминтерна и 3. августа комунистичке трупе су се повукле из Нанчанга. Њихов мали дуги марш се завршио почетком октобра, када су сишли са висоравни Хака у област Чаошан. У Чаоџоуу су их поразиле националистичке трупе. Комунистичке снаге су разбијене и кренуле су у два општа правца, један је кренуо ка Шанвеју где су ангажовали националисте у герилском рату под Пенг Пајем, а други у јужни Хунан, где су се на крају придружили снагама под Мао Цедунгом, чији је устанак јесење жетве такође био неуспешан.
Комунистичке снаге су претрпеле одлучујући и катастрофалан пораз да је само 1.000 војника остало као комплетна јединица која се реформисала у пук. Под командом Џу Деа и Чен Јија, који су лажирали своја имена, пук је отишао код локалног хунанског војсковође и потражио уточиште. Од овог скромног почетка, снага је на крају нарасла на 10.000 војника, путујући у Ђангси и придружла се Мао Цедунгу у Ђингангске планине у априлу 1928. године.
Љу Боченг је постао бегунац, али је имао довољно среће да пронађе друге комунисте који су му помогли и на крају га послали у Совјетски Савез на војну обуку, док је Лин Бјао дезертирао након пораза. Међутим, морао је да се врати комунистичким снагама због страха да ће га мештани који су били непријатељски расположени, предати непријатељима или убити. Гуо Моруо је после пораза побегао у Јапан.
Остали преживели чланови имали су много мање среће; сви су постали бегунци. Џоу Енлај, Ие Јианиинг и Је Тинг су изгубили контакт са осталима и побегли у британски Хонгконг, док је Џоу био тешко болестан. Њих тројица су са собом имали два пиштоља и успели су да стигну до Хонгконга. Ние Ронгзхен, други комунистички вођа, такође је успешно побегао у Хонгконг.

### Хе Лонг
Хе Лонг се оштро супротставио плану повлачења, тачно истичући да би марш од 1000 миља у врелини лета тешко оптеретио трупе и да је народна подршка комунистима у Гуангдонгу само делић огромне подршке коју су имали међу сељаштво у Хунану. Његово мишљење је било да нову комунистичку базу треба успоставити у пограничном региону Хунан, што сугерише да би се у Хунану комунистичке трупе лако снабделе и да би њихов број био повећан ангажовањем локалног становништва. Међутим, на његов предлог је уложен вето.
Лонг је отишао кући сам после пораза. Деградиран са позиције команданта војске задуженог за десетине хиљада људи на положај просјака, његова породица га није добро примила осим неколицине који су већ били комунисти. Ускоро ће подићи још једну силу комунистичких војника, овог пута од преко 3000 војника, али ће је збрисати националисти, са мање од три десетине преживелих чланова. Требало је да прође годину дана да се Хе Лонгове снаге по трећи пут опораве.